# Dylta bruk

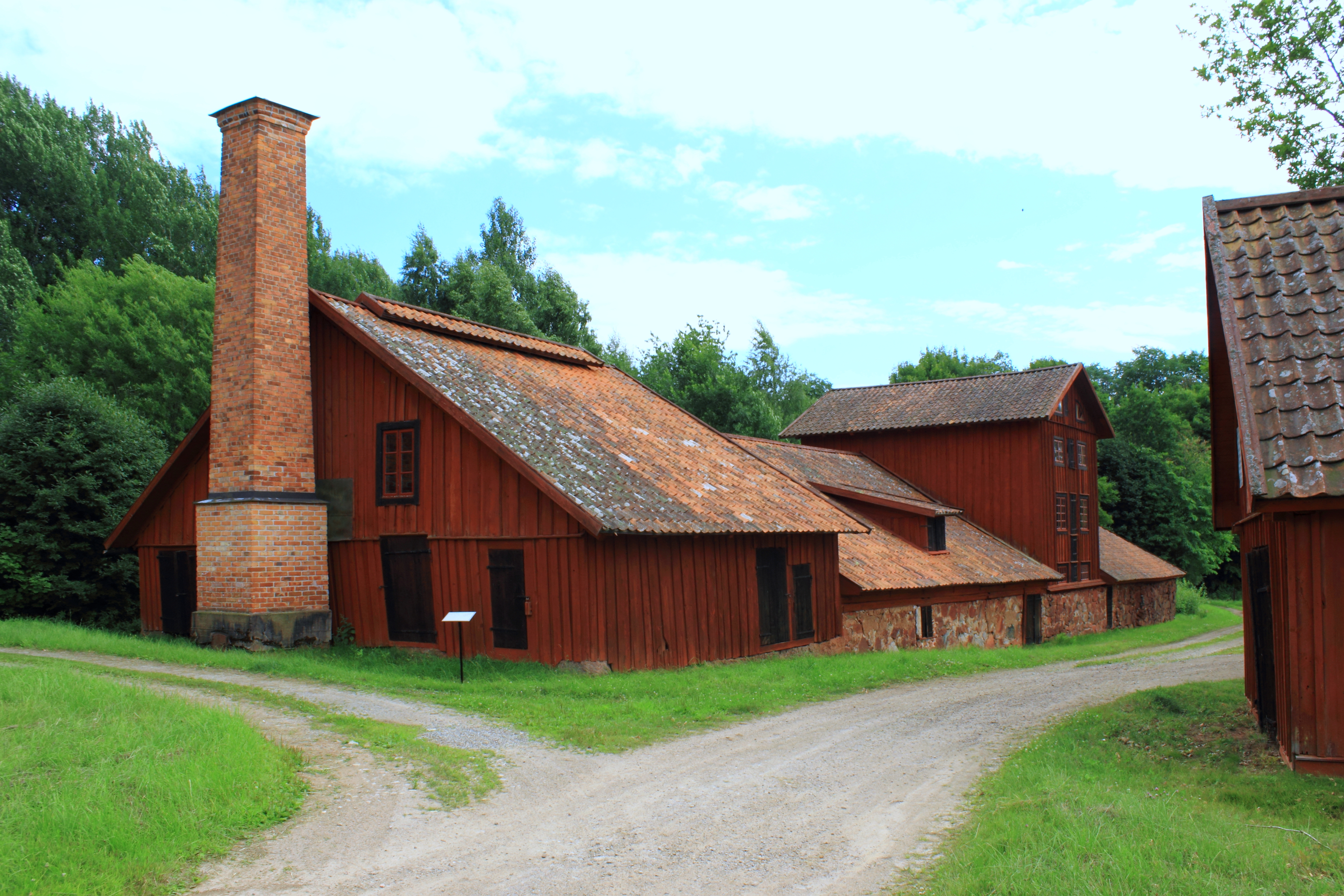
Rödfärgsverket vid Dylta bruk.

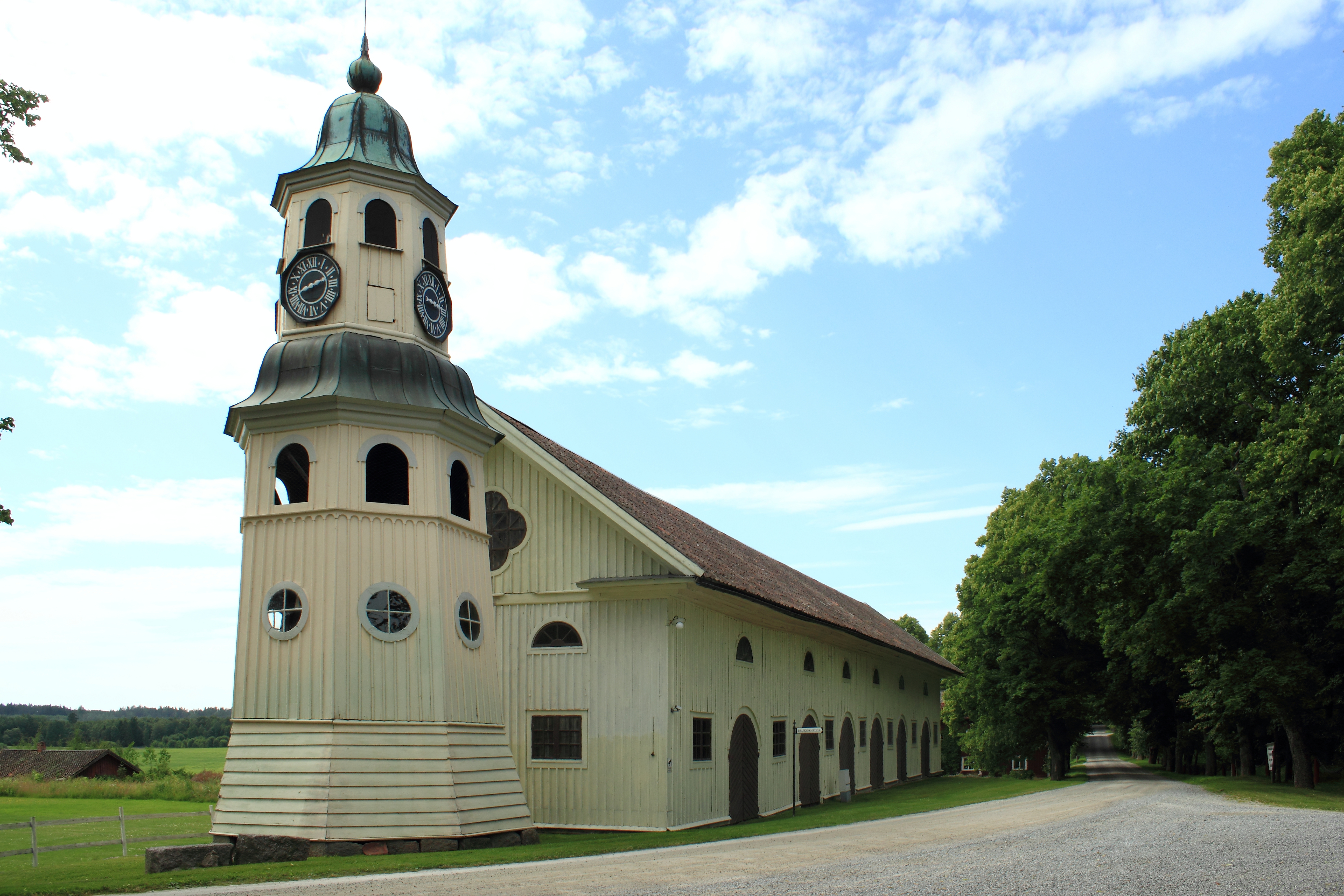
Klockstapeln.

Dylta bruk är ett före detta svavel- och rödfärgsbruk i Axbergs socken i Örebro kommun.

## Historik
Svavelbruket anlades under den senare hälften av 1500-talet. Under 1586 anländer alunmästaren Bastian Heisler från Tyskland för att inleda en produktion av alun vid svavelbruket. Bruket drevs i samma släkt från 1631, då Hans Leffler arrenderade bruket från kronan. År 1649 fick Henrik Barckhusen (Lefflers svärson) bruket i förläning av drottning Kristina. Efter Barckhusen övertogs bruket av dennes svärson, statssekreteraren Casten Feif (Feif), ägare till Kägleholm och Medinge. Dennes svärson, riksrådet friherre Samuel Åkerhielm, blev 1739 ägare till Dylta Bruk varpå gården ägdes av familjen Åkerhielm i 275 år. År 2014 övergick gården inom släkten till familjen Roos.
Brukets privilegier från 1649 stadgade bland annat att den kungliga familjen under farsoter skulle ha fritt logi på Dylta bruk. Bruket ansågs oåtkomligt för smitta på grund av svavelröken. Bland privilegierna fanns också en bestämmelse att hemmanen inom Axbergs, Kils och Hovsta socknar, som hade frihet från rotering, skulle lämna ved till bruket och sälja träkol till detsamma. Detta privilegium löstes in av staten 1869. Tillverkningen av rödfärg pågick till 1942.
Dylta Bruk bildade en bruksförsamling, som mellan 1575 och 1819 utgjorde egen kapellförsamling kallad Dylta bruksförsamling eller Dylta svavelbruks församling. Till 1575 och från 1819 tillhörde församlingen Axbergs församling. Klockstapeln som tidigare stod bredvid den sedan länge rivna kyrkobyggnaden finns fortfarande kvar men har flyttats från den ursprungliga placeringen bredvid corps de logiet. Kyrkogården finns kvar i allén.